# Zacharias I.
Zacharias I. war ein nubischer König, der von etwa 835 bis 856 oder sogar bis 866 das Reich von Makuria regierte.
Von Zacharias I. wird berichtet, dass er für 14 Jahre die alljährlichen Tribute (Baqt) an die Moslems nicht bezahlt hatte. Um einer Schuld von über 5000 Sklaven zu entgehen, sandte er seinen Sohn Giorgios (Giorgios I.) nach Ägypten und dann an den Hof des Kalifen nach Bagdad, um die Sache zu verhandeln. Giorgios wurde vom Kalifen Al-Mutasim mit Ehren empfangen und erreichte wohl auch das Ziel seiner Mission. Er wird als kluger, junger, gutaussehender und gebildeter Mann mit guten Manieren, würdig einer königlichen Aufgabe, beschrieben.
Es ist vermutet worden, dass zur Ehre dieses Ereignisses die Kreuzförmige Kirche in Alt Dunqula erbaut wurde.
Von einem weiteren Sohn mit dem Namen Iohannes ist die Grabstele bekannt. Er war Protomeizotros und Eparch von Gadera (?) und starb am 10. Dezember 883.